# Raffaele Bergamasco
Raffaele Bergamasco (ur. 1971) – włoski bokser, złoty medalista Igrzysk Śródziemnomorskich 1997 w Bari, mistrz Włoch z roku 1992, 1995 i 1998.
W lipcu 1997 zdobył srebrny medal na Igrzyskach Śródziemnomorskich 1997, które rozgrywane były we włoskim mieście Bari. Finałowym rywalem Włocha był Francuz Jean-Paul Mendy.